# تران ثانه
تران ثانه (بالفيتنامية: Trần Thành)‏ هو لاعب كرة قدم فيتنامي في مركز الهجوم، ولد في 1997 في مدينة هوي في فيتنام. لعب مع Hue FC ‏.